# Franklin Smoke
Pour les articles homonymes, voir Smoke.
Franklin Smoke (24 août 1860-27 février 1937) est un homme politique canadien de l'Ontario. Il est député fédéral conservateur de la circonscription ontarienne de Brant de 1925 à 1935.

## Biographie
Né à South Dumfries Township dans le Canada-Ouest, Smoke fréquente les écoles publiques de Paris en Ontario et ensuite à la Osgoode Hall Law School. Il est nommé au conseil du Roi en 1908.
Candidat provincial défait en 1919, il parvient à faire son entrée sur la scène fédérale en 1925. Réélu en 1926 et en 1930, il est défait en 1935.